# Djäkn (Lydekasönernas ätt)
Djäkn, Lydekasönernas ätt är en medeltida frälsesläkt som sägs ha kommit från Münster i Tyskland. Ättens första kända medlemmar, Klas och Bengt, uppträder i början av 1400-talet bland det finländska frälset. Stamfadern Lydeke omtalas inte i samtida handlingar varför det troligen är sönerna Klas och Bengt som flyttat till Finland. Ättens heraldiska vapen visar att döma av de senare utformningarna en knäböjande gestalt med fågelhuvud.

## Klas Lydekesson Djäkn
Klas Lydekesson Djäkn torde ha vistats Finland då han senast 1402 gifte sig med Kristina Jönsdotter, dotter till riksrådet Jöns Andersson (Garp). Deras gemensamma första barn ingick nämligen äktenskap år 1418. Klas torde ha varit fogde vid lagmanstinget i  Koskis, Tavastland 1407 och samma år utsågs han till häradshövding i Masku. Han blev 1409 hövitsman på Åbo slott 1409–. Han avled efter 1435. Klas Lydekasons sätesgård var Nynäs i Nousis. Han hade 3 historiskt kända söner och 7 döttrar. En av hans söner var lagmannen Henrik Klasson (Djäkn) (1405-1458). En annan var riddaren och riksrådet Arvid Klasson (1439-1459).

## Bengt Lydekasson
Bengt Lydekasson höll häradsting 1410 i Sagu socken, Pikis härad i Egentliga Finland. Ännu 1411 var han häradshövding där, men inte mera 1412. Han nämns som häradshövding i Övre Satakunta 1419 och ännu 1460. Han var riksråd 1435–1439. Han nämns som slottshövitsman på Tavastehus 1437 och som slottsfogde 1443. Han nämns som levande 14 mars 1460. Han gifte sig senast 1446 med Valborg Jönsdotter. De hade två söner och en dotter.
Som riksråd deltog han i rådsmötena på Långholmen vid Stockholm 1435 och i Kalmar 1436, i Söderköping samma år och i Tälje 1438.
Ätten utslocknade 1571 då Bengt Lydekassons ättling på manslinjen, Lydik Larsson till Kråkö i Borgå socken avled.